# Theodor Rosenheim

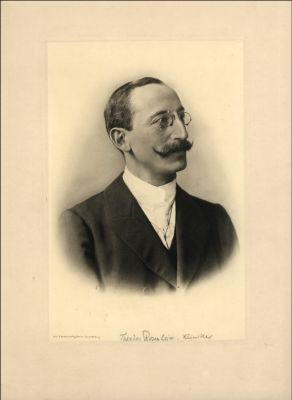
Theodor Rosenheim

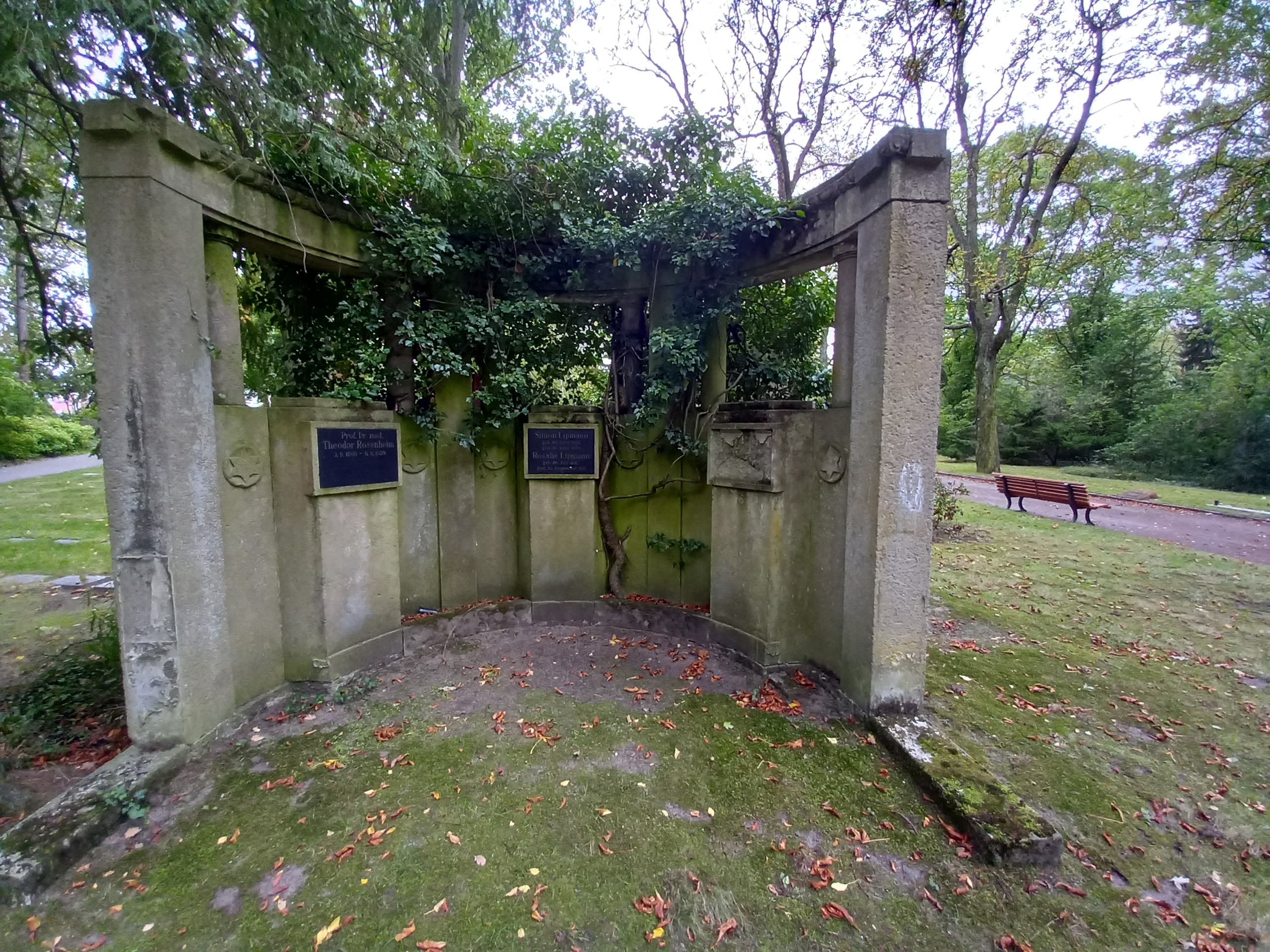
Das Grab von Theodor Rosenheim im Familiengrab seiner Schwiegereltern auf dem Zentralfriedhof Friedrichsfelde in Berlin

Theodor Rosenheim (* 3. September 1860 in Bromberg; † 9. Juni 1939 in Berlin) war ein deutscher Mediziner (Innere Medizin).

## Biografie
Rosenheim wurde 1884 in Berlin in Medizin promoviert. Er war danach bis 1888 Assistent von Paul Fürbringer am Krankenhaus Friedrichshain. Ab 1888 war er an der Medizinischen Universitäts-Poliklinik in Berlin. 1889 habilitierte er sich für Innere Medizin. 1896 gründete er eine eigene Poliklinik und Privatklinik für Magen- und Darmerkrankungen in Berlin. 1897 erhielt er den Professorentitel. 1921 wurde er außerordentlicher Professor an der Friedrich-Wilhelms-Universität Berlin. Als Jude wurde ihm 1933 die Lehrbefugnis entzogen.
Er war Fachmann für Magen- und Darmkrankheiten und schrieb darüber einschlägige Artikel in der Real-Encyclopädie der gesammten Heilkunde. 1908 erstbeschrieb er die Colitis chronica gravis (Colitis ulcerosa) in der Deutschen Medizinischen Wochenschrift (Band 34, S. 265). Unter anderem befasste er sich mit der Untersuchungstechnik von Magen und Darm (Oesophago- und Gastroskopie).
Der größte diagonale Durchmesser der Magenperkussionsfigur wird als Rosenheimsche Linie bezeichnet.
Er war der Vater von Käte Rosenheim.

## Schriften
- Experimentelle Untersuchung der unter dem Namen „Sehenphänomene“ bekannten Erscheinungen, 1884 (Dissertation)
- Pathologie und Therapie der Krankheiten des Verdauungsapparates,2 Bände, 1891, 1893, 2. Auflage 1896 (auch ins Russische übersetzt)
- Allgemeine Diäthotherapie 1898 (ins Russische übersetzt)
- mit G. Klemperer: Allgemeine Therapie der Verdauungsorgane, 1899
- Die Erkrankungen der Flexura sigmoidea, Halle 1910